# Краско Іван Іванович
Іван Іванович Краско (рос. Иван Иванович Краско; 23 вересня 1930 — 9 серпня 2025) — радянський і російський актор театру і кіно. Народний артист Росії (1992).

## Життєпис
Народився 23 вересня 1930 року в селі Вартемяги Ленінградської області в родині Івана Афанасійовича Бахвалова й Анастасії Іванівни Краско.
У 1953 році з відзнакою закінчив 1-ше Балтійське вище військово-морське училище, був призначений командиром десантного корабля Дунайської річкової флотилії. Після скорочення флоту, повернувся до цивільного життя, протягом двох років навчався на вечірньому відділенні філологічного факультету ЛМУ.
У 1961 році закінчив Ленінградський театральний інститут і почав роботу в Великому драматичному театрі під керівництвом Товстоногова.
У кінематографі дебютував у 1960 році в епізодичній ролі у фільмі «Балтійске небо», довго знімався лише в епізодах. Першу помітну роль зіграв у трисерійному телефільмі «Сержант міліції» (1974).
Краско брав участь в озвучуванні мультфільмів: король у «Карлику Носі» (2003), піп та Святогор у фільмі «Олешко Попович і Тугарин Змій» (2004), оповідач у «Геркулесі» та інші.
У 1965 році перейшов у Театр ім. Віри Коміссаржевської, де працював понад 45 років. Провідний актор театру, виконував головні ролі у спектаклях «Втамуй мої печалі», «Бесіди з Сократом», «Прибуткове місце».
2009 року написав книгу спогадів «Мій друг Петро Шелохонов», де розповів про своїх партнерів та свою роботу в театрі. 2010 року вийшла книга «Байки. І не тільки», в якій актор розповів про цікаві епізоди свого життя, значущих зустрічах, що залишили відбиток на його долі, про своїх друзів та колег.

### Проблеми зі здоров'ям
У жовтні 2020 року актор перехворів коронавірусом у легкій формі, лікувався вдома. У серпні 2021-го був госпіталізований з мікроінсультом. Після виписки з лікарні перебував на домашній реабілітації, а вистави з його участю були скасовані. У лютому 2022-го був госпіталізований повторно для проходження реабілітації після інсульту. Незадовго до цього йому поставили діагноз «деструкція скловидного тіла, вікова атрофічна рубцева стадія». Йому встановили кардіостимулятор, про це стало відомо у 2024 році, коли він втратив рівновагу та впав на кардіостимулятор під час удару по м'ячу, відкриваючи акторський футбольний турнір у Санкт-Петербурзі.

## Особисте життя
- Перша дружина — Катерина Іванова (1951—1955), дочка Галина
- Друга дружина — Кіра Петрова (1956—1997), син Андрій (1957—2006), дочка Юлія. Андрій пішов по стопах батька, ставши актором. 2006 року раптово помер на зйомках фільму «Ліквідація» від серцевої недостатності.
- Третя дружина Наталя Вяль (2001—2011), сини Іван і Федір.
- Четверта дружина Наталія Шевель (з 2015 року)

Вболівав за петербурзький «Зеніт».

## Громадянська позиція
Засудив війну Росії проти України.

## Нагороди
- 1976, 20 грудня — Заслужений артист РРФСР
- 1992 — Народний артист Росії
- Лауреат премії «Золотий пелікан»
- Лауреат премії «Велика ведмедиця»
- 2003 — Лауреат «Царскосельскої мистецької премії» та премії «Потерпілі».
- 2010 — Орден Пошани[9]
- 2011 — Орден Святої Тетяни

## Фільмографія
- 1960 — «Балтийское небо» — льотчик
- 1960 — «Бар'єр невідомості» — гість
- 1960 — «Кюхля» (фільм-спектакль) — солдат
- 1965 — «Страх і відчай у Третій імперії» — робітник
- 1965 — «Аварія» — редактор районної газети
- 1965 — «Кораблі в Ліссі» (фільм-спектакль)
- 1965 — «Римські оповідання» (фільм-спектакль)
- 1966 — «На дикому березі» — член парткому
- 1966 — «Несерйозна людина» (фільм-спектакль) — лейтенант міліції
- 1966 — «У місті С.» — письменник
- 1967 — «Першоросіяни» — Феодосій
- 1967 — «У старій Москві»
- 1967 — «Метелиця» (фільм-спектакль) — Болотін
- 1967 — «Через степ на сонці» (фільм-спектакль) — Плешко, комісар
- 1967 — «Заздрість» (фільм-спектакль) — Микола Кавалеров
- 1967 — «Якірна площа» (фільм-спектакль) — Бондар, капітан-лейтенант
- 1967 — «Дорога додому» — Дзядек, командир польського загону, капітан
- 1968 — «Пер Гюнт» (фільм-спектакль) — Пер Гюнт
- 1968 — «Знахідка Траубе» (фільм-спектакль) — Шель
- 1968 — «П'ядь землі» (фільм-спектакль) — Огарь, капітан
- 1968 — «Життя Матвія Кожем'якіна» (фільм-спектакль) — Шакір, татарин; двірник, а потім прикажчик
- 1969 — «П'ятеро з неба» — Федір Васильович, другий чоловік колишньої дружини Мінаєва
- 1969 — «У прекрасному та лютому світі» (фільм-спектакль) — Фома Пухов
- 1969 — «Унтиловськ» (фільм-спектакль) — Павло Черваков
- 1969 — «Пани Головльови» (фільм-спектакль) — Степан
- 1969 — «Білий флюгер» — Семен Єгорович Самсонов
- 1969 — «Неймовірний Ієгудіїл Хламіда» — епізод
- 1969 — «Малюнки на асфальті» (фільм-спектакль) — вчитель малювання
- 1970 — «Двадцять сьомий неповний» (фільм-спектакль) — червоний командир
- 1970 — «Нічна зміна» — шофер
- 1970 — «За тих, хто в морі» (фільм-спектакль) — Лішев
- 1970 — «Про те, як це було» (фільм-спектакль)
- 1970 — «Світ без мене» (фільм-спектакль)
- 1971 — «Життя непотрібної людини» (фільм-спектакль) — Саша Чижов
- 1971 — «Пристань на тому березі» — епізод
- 1971 — «Три зимові дні» (фільм-спектакль)
- 1972 — «Дім на Фонтанці» — воєнрук в інституті
- 1972 — «Принц і жебрак» — Майлс Гендон
- 1972 — «Червоні бджоли» — інженер Домбровський, батько Стелли
- 1972 — «Гра проти всіх» (фільм-спектакль) — «Дід»
- 1972 — «Куди пливуть хмари» (фільм-спектакль)
- 1973 — «Старий» (фільм-спектакль) — Мастаков
- 1973 — «Червоний агат» — епізод
- 1974 — «Насмішкувате моє щастя» (фільм-спектакль) — Олександр Чехов
- 1974 — «Блокада» — лейтенант Горелов
- 1974 — «Юркові світанки» — голова колгоспу (Кіностудія імені Олександра Довженка)
- 1974 — «Останній день зими» — Бортянський
- 1974 — «Сержант міліції» — майор Григор'єв
- 1975 — «Лавина» — комендант
- 1975 — «Перша глава» (фільм-спектакль)
- 1975 — «Троїл і Кресіда» (фільм-спектакль) — Одіссей
- 1975 — «Про що не дізнаються трибуни» — тренер Василь Малахов
- 1976 — «Декілька днів без війни» (фільм-спектакль) — В'ячеслав
- 1976 — «П'ять вечорів» (фільм-спектакль) — Ільїн
- 1977 — «Знак вічності» — епізод
- 1978 — «Кінець імператора тайги» — отаман Іван Соловйов
- 1978 — «Сіль землі» — Василь Кирилович Філін, редактор газети
- 1979 — «Старі борги» — Степан Семенович Лебедєв, з листопрокатного цеху
- 1979 — «Територія» (фільм-спектакль)
- 1980 — «Ескадрон гусар летючих» — полковник Устимович
- 1980 — «Загибель 31 відділу» — начальник поліції
- 1980 — «Царівна-жаба» (фільм-спектакль) — цар
- 1980–1998 — «Казка за казкою» (фільм-спектакль) — радник, Лісовик, віконт та ін.
- 1981 — «Правда лейтенанта Климова» — начальник штабу, капітан I рангу
- 1981 — «Сільська історія» — епізод
- 1981 — «Казку цю розповім тепер я світу…» (фільм-спектакль) — Оповідач
- 1981 — «Росія молода» — думний Ларіонов (5-та, 7-ма, 9-та серії)
- 1981 — «Прийдуть страсті-мордасті» — Микола Іванович
- 1981 — «Викрадення чародія» — боярин Роман, чарівник
- 1981 — «Син полку» — Ковальов
- 1981 — «Що б ти вибрав?» — директор школи
- 1982 — «Прощавай, Швамбраніє!» (фільм-спектакль)
- 1982 — «Двоє» (фільм-спектакль)
- 1982 — «Сліди залишаються» (фільм-спектакль) — Мухін
- 1982 — «Тим, хто залишається жити» — Володимир Федорович Фідлер
- 1982 — «Митниця» — Кіннотників, зав. медичного складу, подільник Делькова
- 1983 — «Борька і Льонька» (к/м)
- 1983 — «Розслідує бригада Бичкова» (фільм-спектакль) — Хряков
- 1983 — «Звичайна історія» (фільм-спектакль) — Петро Іванович Адуєв
- 1983 — «Дублер починає діяти» — Ілля Григорович Селін, начальник відділу постачання
- 1983 — «Місце дії» — Гнат Степанович Шиян, секретар обкому партії
- 1983 — «Відлуння далекого вибуху» — Володимир Вікторович Возніцин
- 1983 — «Семен Дежньов» — купець Гусельников
- 1984 — «Приходь вільним» — підполковник Касьянов
- 1984 — «Макар-слідопит» — комбриг
- 1984 — «Вісім днів надії» — Семен Васильович Коноваленко, майстер
- 1985 — «Один за всіх!» — артист в телецентрі
- 1985 — «Ось моє село…» — Герасимов, начальник будівництва
- 1985 — «Казкова подорож містера Більбо Беггінса, гобіта» — Ґандальф
- 1985 — «Снігуроньку викликали?» — Іван Іванович, директор фірми добрих послуг
- 1985 — «Прийдешньому віку» — Михайло Іванович Мохов
- 1985 — «Іван Бабушкін» — Зотов, золотопромисловець
- 1985 — «Довга пам'ять» — Іван
- 1986 — «Остання дорога» — корнет Ракєєв
- 1988 — «Пан оформлювач» — слуга
- 1988 — «Сіра миша» — Медведєв
- 1988 — «Штани» — заступник директора театру
- 1990 — «Наутілус» — батько Фелікса
- 1991 — «Афганський злам» — Віктор Миколайович
- 1991 — «Губернатор»
- 1992 — «Прекрасна незнайомка» — Григорій Распутін (реж. Єжи Гоффман)
- 1993 — «Ти є...» — народний цілитель
- 1993 — «Розкол» — начальник Лук'янівської в'язниці Малецький
- 1993 — «Кінь білий» — американець
- 1994 — «Колесо кохання» — Сивий, Грузин
- 1994 — «Роман імператора» — Наполеон III
- 1996 — «Повернення „Броненосця“»
- 1996 — «Музика кохання. Незакінчена любов» — Мюллер
- 1998 — «Квіти календули» — Трофімич
- 1999 — «Болдинська осінь» — батько Сісіна
- 1999 — «Вулиці розбитих ліхтарів 2» — Павло Левітін («Контрабас»)
- 1999 — «Танці під неповним місяцем» — Федір
- 2000 — «Особливості національного полювання в зимовий період» — Володимир Ленін, рятувальник МНС)
- 2000 — «Імперія під ударом» (т/с) — старець Кіндратій
- 2000 — «Вовочка» — головбух
- 2001 — «Агент національної безпеки 3» (т/с, 33-тя серія «Свідок») — «Дід»
- 2001 — «Начальник каруселів» (т/с)
- 2001 — «Привіт малий!» — Ардальйон
- 2001 — «Чорний ворон» (т/с) — Юозас Мацкявічюс
- 2002 — «Червоний стрептоцид» (к/м)
- 2002 — «Убивча сила 4» (т/с) — капітан судна Жаров
- 2003 — «Жіночий роман» — Владислав Петрович
- 2003 — «Лінії долі» (т/с) — Нотаріус (24-а серія)
- 2003 — «Терміновий фрахт» — лоцман Свиридов
- 2005 — «Майстер і Маргарита» (т/с) — шофер таксі
- 2005 — «Брежнєв» (т/с) — голова колгоспу
- 2005 — «Справжня історія поручика Ржевського» (т/с) — Іван Антонович Ржевський
- 2007 — «Срібний самурай» — краєзнавець Бобошко
- 2007 — «Діти блокади» — актор-блокадник
- 2008 — «9 травня. Особисте ставлення» — пасажир
- 2009 — «Тарас Бульба» — Бовдюг
- 2010 — «Ми з майбутнього 2» — Дід
- 2010 — «Журов 2» (т/с) — Скоморохов
- 2011 — «Петро Перший. Заповіт» (т/с) — старий
- 2011 — «Справа була на Кубані» (т/с) — Іван Лютий, дід Григорія
- 2011 — «Прихильниця» — Лев Толстой
- 2012 — «Особисті обставини» (т/с) — Степан Матвійович
- 2012 — «Літєйний 7» (т/с) — Михайло Іванович Козловський
- 2013 — «Лід» — старший тренер
- 2018 — «Куди тече море»
- 2019 — «День до» — дід Юлі
- 2020 — «Сентенція» — Григорій
- 2022 — «Моя жахлива сестра» — доглядач годинної вежі

Озвучування, дубляж
- 1972 — «У чорних пісках» — комісар
- 1976 — «Сім викрадених наречених» — Камол-ака
- 1980 — «Зустрічі з 9 до 9» — Міткус
- 1988 — «Велика гра» — Мартур Рамірес
- 1997 — «Геркулес» (мультфільм) — Оповідач
- 2003 — «Карлик Ніс» (мультфільм) — король
- 2004 — «Олешко Попович і Тугарин Змій» (мультфільм) — Піп, Святогор
- 2010 — «Брестська фортеця» — Олександр Акімов в старості